# Gisulfo I del Friuli

Croce di Gisulfo, VII secolo, 11 cm, Cividale, Museo archeologico nazionale

Gisulfo I (o Gisolfo) (... – 581 circa) è stato un duca longobardo, primo duca del Friuli, dal 569 al 581 circa.

## Biografia
Nipote di Alboino, il primo re d'Italia longobardo (era figlio di suo fratello Grasulfo, prima di ottenere il titolo e di stabilirsi a Cividale del Friuli era stato marpahis (scudiero) dello zio. 
Apparteneva alla stirpe dei Gausi.
All'indomani dell'ingresso dei Longobardi in Italia, Alboino istituì a Cividale (allora chiamata Forum Iulii) il primo dei ducati nei quali si sarebbe organizzato il regno longobardo e lo affidò al nipote. Paolo Diacono narra come Gisulfo avrebbe rifiutato la carica, se Alboino non gli avesse consentito di scegliersi le fare con le quali insediarsi permanentemente nella regione; il sovrano accettò. Chiese inoltre mandrie di cavalle di buona razza al suo re.
Ebbe come figlio Gisulfo II.
Gli successe Grasulfo I.